# Муратов връх
 За върха със същото име в Огражден вижте Муратов връх (Огражден).  
Муратов връх (2669 м) е връх в Северен Пирин. Издига се на главното планинско било, на югозапад от Хвойнати връх и на северозапад от скалистия хребет Дончови караули, от който го отделя седловината Бъндеришка порта. На северозапад от върха се отделя ридът Гредаро, а на югозапад – Синанишкото странично било. Върхът е остър и скалист с форма на почти идеална четиристенна пирамида. Склоновете му са стръмни, особено северните и източните, които са обект на алпинизъм. Изграден е от гранити. Муратов връх е обезлесен, като на места в подножието му се срещат единични групи клек. По време на Възродителния процес е преименуван на Гранитен. Въпреки че това име фигурира в някои от новите туристически карти, то не успява да се наложи сред туристите.
Най-удобни изходни пунктове за изкачването му са хижите Вихрен, Синаница и заслон Спано поле.